# Chaetophyes admittens
Chaetophyes admittens is een halfvleugelig insect uit de familie Machaerotidae. De wetenschappelijke naam van deze soort is voor het eerst geldig gepubliceerd in 1858 door Walker.